# Laubuseschbach
Laubuseschbach is een plaats in de Duitse gemeente Weilmünster, deelstaat Hessen, en telt 1800 inwoners.